# Liga Europeană EHF Feminin 2020-2021 - faza grupelor
Acest articol descrie faza grupelor Ligii Europene EHF Feminin 2020-2021.

## Distribuția echipelor

### Echipe calificate
Următoarele echipe s-au calificat în această fază a competiției: 
| Echipă                 | Echipă    |
| ---------------------- | --------- |
| Herning-Ikast Håndbold | CS Minaur |
| Siófok KC              | GK Lada   |

| Echipă               | Echipă             |
| -------------------- | ------------------ |
| Fleury Loiret HB     | MKS Perła Lublin   |
| Nantes Atlantique HB | HC Dunărea Brăila  |
| Paris 92             | GK Astrahanocika   |
| Thüringer HC         | Kuban Krasnodar    |
| Váci NKSE            | Zvezda Zvenigorod  |
| Storhamar HE         | Kastamonu Bld. GSK |

### Distribuția în urnele valorice
Distribuția în urnele valorice a fost anunțată pe 23 noiembrie 2020:
| Urna 1                                                       | Urna a 2-a                                                      | Urna a 3-a                                                          | Urna a 4-a                                              |
| ------------------------------------------------------------ | --------------------------------------------------------------- | ------------------------------------------------------------------- | ------------------------------------------------------- |
| Herning-Ikast Håndbold Siófok KC CS Minaur Baia Mare GK Lada | Váci NKSE HC Dunărea Brăila GK Astrahanocika Kastamonu Bld. GSK | Nantes Atlantique HB Storhamar HE Zvezda Zvenigorod Kuban Krasnodar | Fleury Loiret HB Paris 92 Thüringer HC MKS Perła Lublin |

### Tragerea la sorți
Tragerea la sorți pentru distribuția în grupe a Ligii Europene EHF Feminin 2020-2021 a avut loc pe 26 noiembrie 2020. Cele 16 echipe calificate în faza grupelor au fost distribuite în 4 urne valorice de câte 4 echipe.

## Format
În fiecare grupă, echipele au jucat într-un turneu de tip fiecare cu fiecare, cu meciuri pe teren propriu și în deplasare. Primele două echipe din fiecare grupă s-au calificat în sferturile de finală. Echipele provenind din aceeași federație națională au fost protejate, neputând fi extrase în aceeași grupă.

## Departajare
În faza grupelor, echipele au fost departajate pe bază de punctaj (2 puncte pentru victorie, 1 punct pentru meci egal, 0 puncte pentru înfrângere). La terminarea fazei grupelor, dacă două sau mai multe echipe dintr-o grupă au acumulat același număr de puncte, atunci departajarea lor s-a făcut conform regulamentului, ținând cont de următoarele criterii și în următoarea ordine:
1. Cel mai mare număr de puncte obținute în meciurile directe;
2. Golaveraj superior în meciurile directe;
3. Cel mai mare număr de goluri înscrise în meciurile directe (sau în meciul din deplasare, în cazul sistemului tur-retur);
4. Golaveraj superior în toate meciurile din grupă;
5. Cel mai bun golaveraj pozitiv în toate meciurile din grupă;

În timpul fazei grupelor, doar criteriile 4–5 s-au aplicat pentru a determina clasamentul provizoriu al echipelor.

## Grupele
Partidele s-au desfășurat pe 9–10 ianuarie, 16–17 ianuarie, 23–24 ianuarie, 6–7 februarie, 13–14 februarie și 20–21 februarie 2020.

### Grupa A
| Loc | Echipa                 | MJ | V | E | Î | GM  | GP  | DG  | Pct | Calificare           |
| --- | ---------------------- | -- | - | - | - | --- | --- | --- | --- | -------------------- |
| 1   | Herning-Ikast Håndbold | 6  | 5 | 0 | 1 | 198 | 160 | +38 | 10  | Sferturile de finală |
| 2   | Zvezda Zvenigorod      | 6  | 3 | 0 | 3 | 135 | 135 | 0   | 6   | Sferturile de finală |
| 3   | Paris 92               | 6  | 3 | 0 | 3 | 93  | 101 | −8  | 6   |                      |
| 4   | Váci NKSE              | 6  | 1 | 0 | 5 | 150 | 180 | −30 | 2   |                      |

| 9 ianuarie 2021 13:30 | Herning-Ikast Håndbold | 34 – 25 | Zvezda Zvenigorod | IBF Arena, Ikast Asistență: 0 Arbitri: Hannes, Hannes |
| 9 ianuarie 2021 13:30 | Kristensen 12          | (15–13) | Murzalieva 6      | IBF Arena, Ikast Asistență: 0 Arbitri: Hannes, Hannes |
| 9 ianuarie 2021 13:30 | 4× 1×                  | Raport  | 5×                | IBF Arena, Ikast Asistență: 0 Arbitri: Hannes, Hannes |

| 10 ianuarie 2021 14:00 | Váci NKSE   | 33 – 34 | Paris 92    | Váci Sportcsarnok, Vác Asistență: 0 Arbitri: Lončar, Lončar |
| 10 ianuarie 2021 14:00 | Helembai 10 | (15–16) | Offendal 11 | Váci Sportcsarnok, Vác Asistență: 0 Arbitri: Lončar, Lončar |
| 10 ianuarie 2021 14:00 | 4× 2×       | Raport  | 4× 2×       | Váci Sportcsarnok, Vác Asistență: 0 Arbitri: Lončar, Lončar |

| 16 ianuarie 2021 14:00 | Zvezda Zvenigorod                    | 29 – 33 | Váci NKSE  | Palatul Sporturilor „Olimpiski”, Cehov Arbitri: Kaluđerović, Vujačić |
| 16 ianuarie 2021 14:00 | Gherasimova, Murzalieva, Nikolaeva 5 | (12–17) | Diószegi 9 | Palatul Sporturilor „Olimpiski”, Cehov Arbitri: Kaluđerović, Vujačić |
| 16 ianuarie 2021 14:00 | 4× 3× 1×                             | Raport  | 8× 1×      | Palatul Sporturilor „Olimpiski”, Cehov Arbitri: Kaluđerović, Vujačić |

| 16 ianuarie 2021 18:00 | Paris 92   | 26 – 23 | Herning-Ikast Håndbold | Palais des sports Robert-Charpentier, Paris Asistență: 0 Arbitri: Di Domenico, Fornasier |
| 16 ianuarie 2021 18:00 | Offendal 7 | (14–12) | Bakkerud 5             | Palais des sports Robert-Charpentier, Paris Asistență: 0 Arbitri: Di Domenico, Fornasier |
| 16 ianuarie 2021 18:00 | 2× 1×      | Raport  | 3×                     | Palais des sports Robert-Charpentier, Paris Asistență: 0 Arbitri: Di Domenico, Fornasier |

| 23 ianuarie 2021 16:00 | Váci NKSE | 26 – 38 | Herning-Ikast Håndbold | Váci Sportcsarnok, Vác Asistență: 0 Arbitri: Ciulei, Stoia |
| 23 ianuarie 2021 16:00 | Lakatos 8 | (13–21) | Friis 7                | Váci Sportcsarnok, Vác Asistență: 0 Arbitri: Ciulei, Stoia |
| 23 ianuarie 2021 16:00 | 2× 1×     | Raport  | 3×                     | Váci Sportcsarnok, Vác Asistență: 0 Arbitri: Ciulei, Stoia |

| Anulat | Paris 92 | 0 – 10 | Zvezda Zvenigorod |  |
| Anulat | 0        |        |                   |  |
| Anulat |          |        |                   |  |

| 6 februarie 2021 13:00 | Herning-Ikast Håndbold | 39 – 29 | Váci NKSE | IBF Arena, Ikast Asistență: 0 Arbitri: Jaskins, Žabko |
| 6 februarie 2021 13:00 | Fauske 12              | (19–13) | Szabó 9   | IBF Arena, Ikast Asistență: 0 Arbitri: Jaskins, Žabko |
| 6 februarie 2021 13:00 | 2×                     | Raport  |           | IBF Arena, Ikast Asistență: 0 Arbitri: Jaskins, Žabko |

| Anulat | Zvezda Zvenigorod | 10 – 0 | Paris 92 |  |
| Anulat | 0                 |        |          |  |
| Anulat |                   |        |          |  |

| 14 februarie 2021 12:00 | Zvezda Zvenigorod     | 31 – 39 | Herning-Ikast Håndbold | Palatul Sporturilor „Olimpiski”, Cehov Asistență: 200 Arbitri: Metalari, Nikolovski |
| 14 februarie 2021 12:00 | Nikitina, Nikolaeva 7 | (13–18) | Skogrand 7             | Palatul Sporturilor „Olimpiski”, Cehov Asistență: 200 Arbitri: Metalari, Nikolovski |
| 14 februarie 2021 12:00 | 2× 1×                 | Raport  | 4× 1×                  | Palatul Sporturilor „Olimpiski”, Cehov Asistență: 200 Arbitri: Metalari, Nikolovski |

| Anulat | Paris 92 | 10 – 0 | Váci NKSE |  |
| Anulat | 0        |        |           |  |
| Anulat |          |        |           |  |

| 20 februarie 2021 18:00 | Váci NKSE                 | 29 – 30 | Zvezda Zvenigorod | Váci Sportcsarnok, Vác Asistență: 0 Arbitri: Rauchs, Linster |
| 20 februarie 2021 18:00 | Diószegi, Hámori, Szabó 5 | (15–17) | Nikitina 9        | Váci Sportcsarnok, Vác Asistență: 0 Arbitri: Rauchs, Linster |
| 20 februarie 2021 18:00 | 4× 2×                     | Raport  | 3× 1×             | Váci Sportcsarnok, Vác Asistență: 0 Arbitri: Rauchs, Linster |

| 21 februarie 2021 14:00 | Herning-Ikast Håndbold | 25 – 23 | Paris 92   | IBF Arena, Ikast Asistență: 0 Arbitri: Kijauskaitė, Žalienė |
| 21 februarie 2021 14:00 | Møller 5               | (13–12) | Offendal 9 | IBF Arena, Ikast Asistență: 0 Arbitri: Kijauskaitė, Žalienė |
| 21 februarie 2021 14:00 | 4× 1×                  | Raport  | 6× 2×      | IBF Arena, Ikast Asistență: 0 Arbitri: Kijauskaitė, Žalienė |

### Grupa B
| Loc | Echipa             | MJ | V | E | Î | GM  | GP  | DG  | Pct | Calificare           |
| --- | ------------------ | -- | - | - | - | --- | --- | --- | --- | -------------------- |
| 1   | Nantes Atlantique  | 6  | 4 | 0 | 2 | 149 | 141 | +8  | 8   | Sferturile de finală |
| 2   | GK Lada            | 6  | 3 | 0 | 3 | 147 | 139 | +8  | 6   | Sferturile de finală |
| 3   | MKS Perla Lublin   | 6  | 2 | 1 | 3 | 154 | 155 | −1  | 5   |                      |
| 4   | Kastamonu Bld. GSK | 6  | 2 | 1 | 3 | 156 | 171 | −15 | 5   |                      |

| 9 ianuarie 2021 16:00 | Kastamonu Bld. GSK | 20 – 20 | MKS Perła Lublin | Kastamonu Atatürk Spor Salonu, Kastamonu Asistență: 55 Arbitri: Pobedrina, Duplîi |
| 9 ianuarie 2021 16:00 | Kurtović, Zulić 5  | (10–9)  | Gęga 6           | Kastamonu Atatürk Spor Salonu, Kastamonu Asistență: 55 Arbitri: Pobedrina, Duplîi |
| 9 ianuarie 2021 16:00 | 2× 1×              | Raport  | 8× 3×            | Kastamonu Atatürk Spor Salonu, Kastamonu Asistență: 55 Arbitri: Pobedrina, Duplîi |

| 9 ianuarie 2021 16:00 | GK Lada       | 32 – 29 | Nantes Atlantique | Complexul Sportiv „Olimp”, Toliatti Asistență: 500 Arbitri: Kulik, Nabokau |
| 9 ianuarie 2021 16:00 | Șamanuskaia 7 | (14–14) | de Paula 9        | Complexul Sportiv „Olimp”, Toliatti Asistență: 500 Arbitri: Kulik, Nabokau |
| 9 ianuarie 2021 16:00 | 4× 1×         | Raport  | 2× 1×             | Complexul Sportiv „Olimp”, Toliatti Asistență: 500 Arbitri: Kulik, Nabokau |

| 16 ianuarie 2021 16:00 | Nantes Atlantique | 35 – 26 | Kastamonu Bld. GSK | Palais des sports de Beaulieu, Nantes Asistență: 0 Arbitri: Rosendo, Rodríguez |
| 16 ianuarie 2021 16:00 | Grigel 7          | (18–10) | Kurtović 9         | Palais des sports de Beaulieu, Nantes Asistență: 0 Arbitri: Rosendo, Rodríguez |
| 16 ianuarie 2021 16:00 | 2×                | Raport  | 3×                 | Palais des sports de Beaulieu, Nantes Asistență: 0 Arbitri: Rosendo, Rodríguez |

| 17 ianuarie 2021 16:00 | MKS Perła Lublin | 28 – 23 | GK Lada    | Hala „Globus”, Lublin Asistență: 0 Arbitri: Kijauskaitė, Žalienė |
| 17 ianuarie 2021 16:00 | Nosek 5          | (16–10) | Nikitina 7 | Hala „Globus”, Lublin Asistență: 0 Arbitri: Kijauskaitė, Žalienė |
| 17 ianuarie 2021 16:00 | 7×               | Raport  | 5× 1×      | Hala „Globus”, Lublin Asistență: 0 Arbitri: Kijauskaitė, Žalienė |

| 23 ianuarie 2021 16:00 | MKS Perła Lublin | 26 – 31 | Nantes Atlantique | Hala „Globus”, Lublin Asistență: 0 Arbitri: Besfort, Sherif |
| 23 ianuarie 2021 16:00 | Gęga 8           | (12–15) | De Paula 8        | Hala „Globus”, Lublin Asistență: 0 Arbitri: Besfort, Sherif |
| 23 ianuarie 2021 16:00 | 2× 1×            | Raport  | 2× 1×             | Hala „Globus”, Lublin Asistență: 0 Arbitri: Besfort, Sherif |

| 24 ianuarie 2021 14:00 | Kastamonu Bld. GSK | 29 – 25 | GK Lada      | Kastamonu Atatürk Spor Salonu, Kastamonu Asistență: 100 Arbitri: Iliescu, Manea |
| 24 ianuarie 2021 14:00 | Kurtović 10        | (13–14) | Kirdiașeva 9 | Kastamonu Atatürk Spor Salonu, Kastamonu Asistență: 100 Arbitri: Iliescu, Manea |
| 24 ianuarie 2021 14:00 | 2×                 | Raport  | 6× 1×        | Kastamonu Atatürk Spor Salonu, Kastamonu Asistență: 100 Arbitri: Iliescu, Manea |

| 7 februarie 2021 13:30 | GK Lada    | 27 – 29 | Kastamonu Bld. GSK | Complexul Sportiv „Olimp”, Toliatti Asistență: 496 Arbitri: Kaluđerović, Vujačić |
| 7 februarie 2021 13:30 | Nikitina 7 | (13–14) | Kurtović 7         | Complexul Sportiv „Olimp”, Toliatti Asistență: 496 Arbitri: Kaluđerović, Vujačić |
| 7 februarie 2021 13:30 | 7× 1×      | Raport  | 1×                 | Complexul Sportiv „Olimp”, Toliatti Asistență: 496 Arbitri: Kaluđerović, Vujačić |

| 7 februarie 2021 16:00 | Nantes Atlantique | 25 – 21 | MKS Perła Lublin | Palais des sports de Beaulieu, Nantes Asistență: 0 Arbitri: Geraets, Geraets |
| 7 februarie 2021 16:00 | Grigel 7          | (11–12) | Nocuń 6          | Palais des sports de Beaulieu, Nantes Asistență: 0 Arbitri: Geraets, Geraets |
| 7 februarie 2021 16:00 | 3×                | Raport  | 2× 1×            | Palais des sports de Beaulieu, Nantes Asistență: 0 Arbitri: Geraets, Geraets |

| Anulat | Nantes Atlantique | 0 – 10 | GK Lada |  |
| Anulat | 0                 |        |         |  |
| Anulat |                   |        |         |  |

| 15 februarie 2021 18:00 | MKS Perła Lublin | 35 – 26 | Kastamonu Bld. GSK | Hala „Globus”, Lublin Asistență: 0 Arbitri: Loșak, Șaibakov |
| 15 februarie 2021 18:00 | Gęga 7           | (18–9)  | Kurtović 7         | Hala „Globus”, Lublin Asistență: 0 Arbitri: Loșak, Șaibakov |
| 15 februarie 2021 18:00 | 6× 2×            | Raport  | 3× 2×              | Hala „Globus”, Lublin Asistență: 0 Arbitri: Loșak, Șaibakov |

| 21 februarie 2021 14:00 | GK Lada      | 30 – 24 | MKS Perła Lublin | Complexul Sportiv „Olimp”, Toliatti Asistență: 485 Arbitri: Aghakishi, Aghakishi |
| 21 februarie 2021 14:00 | Kirdiașeva 8 | (17−13) | Nosek 6          | Complexul Sportiv „Olimp”, Toliatti Asistență: 485 Arbitri: Aghakishi, Aghakishi |
| 21 februarie 2021 14:00 | 4× 1×        | Raport  | 3× 2×            | Complexul Sportiv „Olimp”, Toliatti Asistență: 485 Arbitri: Aghakishi, Aghakishi |

| 21 februarie 2021 16:00 | Kastamonu Bld. GSK | 26 – 29 | Nantes Atlantique | Kastamonu Atatürk Spor Salonu, Kastamonu Asistență: 200 Arbitri: Năstase, Stancu |
| 21 februarie 2021 16:00 | Kurtović 8         | (15–12) | De Paula 10       | Kastamonu Atatürk Spor Salonu, Kastamonu Asistență: 200 Arbitri: Năstase, Stancu |
| 21 februarie 2021 16:00 | 2×                 | Raport  | 3×                | Kastamonu Atatürk Spor Salonu, Kastamonu Asistență: 200 Arbitri: Năstase, Stancu |

### Grupa C
| Loc | Echipa              | MJ | V | E | Î | GM  | GP  | DG  | Pct | Calificare           |
| --- | ------------------- | -- | - | - | - | --- | --- | --- | --- | -------------------- |
| 1   | CS Minaur Baia Mare | 6  | 5 | 0 | 1 | 150 | 116 | +34 | 10  | Sferturile de finală |
| 2   | GK Astrahanocika    | 6  | 4 | 0 | 2 | 137 | 112 | +25 | 8   | Sferturile de finală |
| 3   | Storhamar HE        | 6  | 2 | 0 | 4 | 157 | 182 | −25 | 4   |                      |
| 4   | Thüringer HC        | 6  | 1 | 0 | 5 | 93  | 127 | −34 | 2   |                      |

| 9 ianuarie 2021 14:00 | CS Minaur Baia Mare | 33 – 29 | Storhamar HE | Sala Sporturilor „Lascăr Pană”, Baia Mare Asistență: 0 Arbitri: Loșak, Șaibakov |
| 9 ianuarie 2021 14:00 | Kovačević 9         | (14–13) | Nestaker 9   | Sala Sporturilor „Lascăr Pană”, Baia Mare Asistență: 0 Arbitri: Loșak, Șaibakov |
| 9 ianuarie 2021 14:00 | 3× 1×               | Raport  | 2×           | Sala Sporturilor „Lascăr Pană”, Baia Mare Asistență: 0 Arbitri: Loșak, Șaibakov |

| 10 ianuarie 2021 14:00 | Thüringer HC | 22 – 29 | GK Astrahanocika | Salza Halle, Bad Langensalza Asistență: 0 Arbitri: Carmaux, Mursch |
| 10 ianuarie 2021 14:00 | Jeřábková 6  | (10–12) | Sabirova 5       | Salza Halle, Bad Langensalza Asistență: 0 Arbitri: Carmaux, Mursch |
| 10 ianuarie 2021 14:00 | 1×           | Raport  | 1×               | Salza Halle, Bad Langensalza Asistență: 0 Arbitri: Carmaux, Mursch |

| 16 ianuarie 2021 14:00 | Storhamar HE | 33 – 28 | GK Astrahanocika      | Boligpartner Arena, Hamar Asistență: 0 Arbitri: Rauchs, Linster |
| 16 ianuarie 2021 14:00 | Nestaker 8   | (18–14) | Malașenko, Nikitina 6 | Boligpartner Arena, Hamar Asistență: 0 Arbitri: Rauchs, Linster |
| 16 ianuarie 2021 14:00 | 3×           | Raport  | 1×                    | Boligpartner Arena, Hamar Asistență: 0 Arbitri: Rauchs, Linster |

| 24 ianuarie 2021 14:00 | GK Astrahanocika | 33 – 27 | CS Minaur Baia Mare | Complexul Sportiv „Zvezdnîi”, Astrahan Asistență: 2.000 Arbitri: Bojinovski, Nacevski |
| 24 ianuarie 2021 14:00 | Malașenko 8      | (14–8)  | Lavko 7             | Complexul Sportiv „Zvezdnîi”, Astrahan Asistență: 2.000 Arbitri: Bojinovski, Nacevski |
| 24 ianuarie 2021 14:00 | 6× 1×            | Raport  | 2× 3×               | Complexul Sportiv „Zvezdnîi”, Astrahan Asistență: 2.000 Arbitri: Bojinovski, Nacevski |

| 6 februarie 2021 14:00 | CS Minaur Baia Mare | 30 – 27 | GK Astrahanocika | Sala Sporturilor „Lascăr Pană”, Baia Mare Arbitri: Iovcev, Ioncev |
| 6 februarie 2021 14:00 | Kovačević, Lavko 8  | (13–15) | Levcenko 7       | Sala Sporturilor „Lascăr Pană”, Baia Mare Arbitri: Iovcev, Ioncev |
| 6 februarie 2021 14:00 | 2×                  | Raport  | 3× 1×            | Sala Sporturilor „Lascăr Pană”, Baia Mare Arbitri: Iovcev, Ioncev |

| 6 februarie 2021 14:00 | Storhamar HE | 32 – 30 | Thüringer HC                        | Salza Halle, Bad Langensalza Asistență: 1 Arbitri: Lidacka, Lesiak |
| 6 februarie 2021 14:00 | Enkerud 7    | (14–14) | Ekenman-Fernis, Jeřábková, Kündig 7 | Salza Halle, Bad Langensalza Asistență: 1 Arbitri: Lidacka, Lesiak |
| 6 februarie 2021 14:00 | 2×           | Raport  | 3×                                  | Salza Halle, Bad Langensalza Asistență: 1 Arbitri: Lidacka, Lesiak |

| 7 februarie 2021 12:00 | Thüringer HC            | 41 – 36 | Storhamar HE       | Salza Halle, Bad Langensalza Asistență: 1 Arbitri: Lidacka, Lesiak |
| 7 februarie 2021 12:00 | Ekenman-Fernis, Rühl 12 | (18–15) | Hovden, Jakobsen 8 | Salza Halle, Bad Langensalza Asistență: 1 Arbitri: Lidacka, Lesiak |
| 7 februarie 2021 12:00 | 1×                      | Raport  | 4× 2×              | Salza Halle, Bad Langensalza Asistență: 1 Arbitri: Lidacka, Lesiak |

| 10 februarie 2021 16:00 | Storhamar HE | 27 – 40 | CS Minaur Baia Mare | Boligpartner Arena, Hamar Asistență: 0 Arbitri: Duplîi, Pobedrina |
| 10 februarie 2021 16:00 | Hovden 7     | (11–19) | Blohm 8             | Boligpartner Arena, Hamar Asistență: 0 Arbitri: Duplîi, Pobedrina |
| 10 februarie 2021 16:00 | 5× 2×        | Raport  | 4× 1×               | Boligpartner Arena, Hamar Asistență: 0 Arbitri: Duplîi, Pobedrina |

| Anulat | GK Astrahanocika | 10 – 0 | Thüringer HC |  |
| Anulat | 0                |        |              |  |
| Anulat |                  |        |              |  |

| Anulat | GK Astrahanocika | 10 – 0 | Storhamar HE |  |
| Anulat | 0                |        |              |  |
| Anulat |                  |        |              |  |

| Anulat | Thüringer HC | 0 – 10 | CS Minaur Baia Mare |  |
| Anulat | 0            |        |                     |  |
| Anulat |              |        |                     |  |

| Anulat | CS Minaur Baia Mare | 10 – 0 | Thüringer HC |  |
| Anulat | 0                   |        |              |  |
| Anulat |                     |        |              |  |

### Grupa D
| Loc | Echipa            | MJ | V | E | Î | GM  | GP  | DG  | Pct | Calificare           |
| --- | ----------------- | -- | - | - | - | --- | --- | --- | --- | -------------------- |
| 1   | Siófok KC         | 6  | 5 | 1 | 0 | 181 | 154 | +27 | 11  | Sferturile de finală |
| 2   | HC Dunărea Brăila | 6  | 3 | 1 | 2 | 170 | 167 | +3  | 7   | Sferturile de finală |
| 3   | Kuban Krasnodar   | 6  | 2 | 2 | 2 | 130 | 120 | +10 | 6   |                      |
| 4   | Fleury Loiret HB  | 6  | 0 | 0 | 6 | 104 | 144 | −40 | 0   |                      |

| 9 ianuarie 2021 18:00 | Siófok KC          | 28 – 28 | Kuban Krasnodar | Kiss Szilárd Aréna, Siófok Asistență: 0 Arbitri: Sekulić, Jovandić |
| 9 ianuarie 2021 18:00 | Horacek, Kobetić 9 | (15–18) | Savinova 7      | Kiss Szilárd Aréna, Siófok Asistență: 0 Arbitri: Sekulić, Jovandić |
| 9 ianuarie 2021 18:00 | 1× 2×              | Raport  | 2× 1×           | Kiss Szilárd Aréna, Siófok Asistență: 0 Arbitri: Sekulić, Jovandić |

| 10 ianuarie 2021 14:00 | HC Dunărea Brăila    | 29 – 27 | Fleury Loiret HB | Sala Polivalentă „Danubius”, Brăila Asistență: 0 Arbitri: Iovcev, Ioncev |
| 10 ianuarie 2021 14:00 | Dmitrović, Kanaval 6 | (15–13) | Ondono 8         | Sala Polivalentă „Danubius”, Brăila Asistență: 0 Arbitri: Iovcev, Ioncev |
| 10 ianuarie 2021 14:00 | 3× 1×                | Raport  | 3× 2×            | Sala Polivalentă „Danubius”, Brăila Asistență: 0 Arbitri: Iovcev, Ioncev |

| 17 ianuarie 2021 12:00 | Kuban Krasnodar | 25 – 25 | HC Dunărea Brăila    | Palatul Sporturilor „Olimp”, Krasnodar Asistență: 0 Arbitri: Sîrbu, Serdiuc |
| 17 ianuarie 2021 12:00 | Golub 9         | (13–15) | Dmitrović, Kanaval 7 | Palatul Sporturilor „Olimp”, Krasnodar Asistență: 0 Arbitri: Sîrbu, Serdiuc |
| 17 ianuarie 2021 12:00 | 5× 2× 1×        | Raport  | 3× 1×                | Palatul Sporturilor „Olimp”, Krasnodar Asistență: 0 Arbitri: Sîrbu, Serdiuc |

| 17 ianuarie 2021 18:00 | Fleury Loiret HB | 24 – 35 | Siófok KC | Palais des sports d'Orléans, Orléans Asistență: 0 Arbitri: Freitas, Carvalho |
| 17 ianuarie 2021 18:00 | Lacrabère 14     | (10–20) | Böhme 7   | Palais des sports d'Orléans, Orléans Asistență: 0 Arbitri: Freitas, Carvalho |
| 17 ianuarie 2021 18:00 | 1×               | Raport  | 2× 1×     | Palais des sports d'Orléans, Orléans Asistență: 0 Arbitri: Freitas, Carvalho |

| 23 ianuarie 2021 14:00 | HC Dunărea Brăila | 25 – 27 | Siófok KC | Sala Polivalentă „Danubius”, Brăila Arbitri: Ivanović, Vujisić |
| 23 ianuarie 2021 14:00 | Kanaval 8         | (14–11) | Horacek 6 | Sala Polivalentă „Danubius”, Brăila Arbitri: Ivanović, Vujisić |
| 23 ianuarie 2021 14:00 | 2×                | Raport  | 3×        | Sala Polivalentă „Danubius”, Brăila Arbitri: Ivanović, Vujisić |

| Anulat | Fleury Loiret HB | 0 – 10 | Kuban Krasnodar |  |
| Anulat | 0                |        |                 |  |
| Anulat |                  |        |                 |  |

| 7 februarie 2021 14:00 | Siófok KC | 31 – 24 | HC Dunărea Brăila | Kiss Szilárd Aréna, Siófok Asistență: 0 Arbitri: Hofer, Schmidhuber |
| 7 februarie 2021 14:00 | Ježić 8   | (17–14) | Kanaval 6         | Kiss Szilárd Aréna, Siófok Asistență: 0 Arbitri: Hofer, Schmidhuber |
| 7 februarie 2021 14:00 | 4× 1×     | Raport  | 2× 3×             | Kiss Szilárd Aréna, Siófok Asistență: 0 Arbitri: Hofer, Schmidhuber |

| Anulat | Kuban Krasnodar | 10 – 0 | Fleury Loiret HB |  |
| Anulat | 0               |        |                  |  |
| Anulat |                 |        |                  |  |

| 12 februarie 2021 17:30 | Kuban Krasnodar | 25 – 31 | Siófok KC | Palatul Sporturilor „Olimp”, Krasnodar Asistență: 700 Arbitri: Hatipoğlu, Şimşek |
| 12 februarie 2021 17:30 | Listopad 5      | (10–14) | Horacek 8 | Palatul Sporturilor „Olimp”, Krasnodar Asistență: 700 Arbitri: Hatipoğlu, Şimşek |
| 12 februarie 2021 17:30 | 4× 1×           | Raport  | 5× 2×     | Palatul Sporturilor „Olimp”, Krasnodar Asistență: 700 Arbitri: Hatipoğlu, Şimşek |

| 14 februarie 2021 14:00 | Fleury Loiret HB | 25 – 31 | HC Dunărea Brăila | Palais des sports d'Orléans, Orléans Asistență: 0 Arbitri: Schols, Martens |
| 14 februarie 2021 14:00 | Ondono 6         | (12–17) | Udriștioiu 7      | Palais des sports d'Orléans, Orléans Asistență: 0 Arbitri: Schols, Martens |
| 14 februarie 2021 14:00 | 3×               | Raport  | 2× 1×             | Palais des sports d'Orléans, Orléans Asistență: 0 Arbitri: Schols, Martens |

| 20 februarie 2021 14:00 | HC Dunărea Brăila | 36 – 32 | Kuban Krasnodar | Sala Polivalentă „Danubius”, Brăila Asistență: 0 Arbitri: Christidi, Papamattheou |
| 20 februarie 2021 14:00 | Czeczi 8          | (17–13) | Golub 8         | Sala Polivalentă „Danubius”, Brăila Asistență: 0 Arbitri: Christidi, Papamattheou |
| 20 februarie 2021 14:00 | 3× 1×             | Raport  | 4× 2×           | Sala Polivalentă „Danubius”, Brăila Asistență: 0 Arbitri: Christidi, Papamattheou |

| 20 februarie 2021 16:00 | Siófok KC | 29 – 28 | Fleury Loiret HB | Kiss Szilárd Aréna, Siófok Asistență: 0 Arbitri: Lidacka, Lesiak |
| 20 februarie 2021 16:00 | Tóth 9    | (13–13) | Bouktit 8        | Kiss Szilárd Aréna, Siófok Asistență: 0 Arbitri: Lidacka, Lesiak |
| 20 februarie 2021 16:00 | 1×        | Raport  | 5× 1×            | Kiss Szilárd Aréna, Siófok Asistență: 0 Arbitri: Lidacka, Lesiak |